# Harry Clarke
Harrison Thomas Clarke (ur. 2 marca 2001 w Ipswich) – angielski piłkarz występujący na pozycji obrońcy w angielskim klubie Ipswich Town, którego jest wychowankiem. W trakcie swojej kariery grał także w takich zespołach, jak Arsenalu, Oldham Athletic, Ross County, Hibernian oraz Stoke City. Młodzieżowy reprezentant Anglii.